# 玛兹达克
玛兹达克（波斯語：‎；中古波斯语：𐭬𐭦𐭣𐭪；？－约524年或528年），一译马兹达克，波斯萨珊王朝时期的祆教僧侣。玛兹达克自称是祆教最高神阿胡拉·玛兹达派来的先知，宣扬平等，主张财产共有、建立社会福利系统，其主张带有一定社会主义甚至共产主义色彩。
玛兹达克对祆教经典《阿维斯陀》作出解读，其改革思想被称为玛兹达克主义，玛兹达克及其追随者的改革尝试和社会运动被史学家称为玛兹达克运动。基于现有的研究，玛兹达克运动的理念较为粗略，但可通过其后续思潮，即8世纪的胡拉姆派运动中得出进一步的细节。玛兹达克认为世界存在着光明和黑暗势力的斗争，黑暗便是社会的不平等和压迫，而代表善的光明将战胜代表恶的黑暗。玛兹达克宣称最高存在赐予人类一切资源，让人类平均分配之，因此玛兹达克运动宣扬平等理念，实现土地、水源等财产的公有；此外还倡导节欲、苦修、素食主义，鼓励互助，克服贪欲，反对杀戮。玛兹达克及其追随者亦主张恋爱自由。
波斯国王卡瓦德一世一度支持玛兹达克的学说，玛兹达克借此推行带有和平主义、反教权主义色彩的改革，大量关闭祆教寺庙，开仓救济穷人。卡瓦德一世因此在496年被贵族及教士势力推翻。三年后，卡瓦德一世在嚈哒帮助下夺回王位，开始疏远玛兹达克运动，在524年或528年命其子霍斯劳镇压之。卡瓦德国王召集玛兹达克派的教士召开会议，由霍斯劳设伏将之全数杀害，丧命者包括玛兹达克本人。
霍斯劳即位波斯国王之後，停止了针对玛兹达克教徒的迫害。在玛兹达克运动时期产生的某些社会变革，到霍斯劳时代实际上已被确认为合法制度。例如，出身低微的人也可以担任公职；这就为国王形成了一个没有任何社会基础的、完全忠于国王的亲信集团。可以认为，玛兹达克运动影响了霍斯劳一世的许多政策。唯物史观学者认为，在卡瓦德一世之前的伊朗社会是属于“半奴隶制”，从卡瓦德一世开始进行许多改革，而到霍斯劳一世完成改革，从而使伊朗实现“封建化”；因此玛兹达克运动是伊朗社会过渡为“封建社会”的标志之一。